# Matías Ruiz
Matías Ruiz Navarro (fl. 1665-1702) fue un compositor y maestro de capilla español.

## Vida
Es poco lo que se conoce de este maestro. Es probable que sea el Matías Ruiz maestro de capilla de la Catedral de León mencionado en 1665.
Según el musicólogo Paulino Capdepón, en 1667 Ruiz entró como maestro de capilla en el Real Monasterio de la Encarnación de Madrid y en 1675 se hizo miembro de la Congregación de la Soledad. En cambio, el Diccionario de la música española e hispanoamericana sitúa a Ruiz entre 1676 y 1678. En 1680 José de Vaquedano sustituyó de forma interina al maestro Ruiz. En 1702 todavía era referido como maestro de La Encarnacón, aunque para entonces otros maestros, como Francisco Sanz, Matías Juan de Veana y Juan Bonet de Paredes, ya había ocupado el cargo.

## Obra
Fue un compositor de cierto prestigio en su época, como muestra Tomás de Iriarte, que lo elogia en su poema La Música,

¡O cuánto sobresales,

Antigua Iglesia Hispana!

No es ya mi canto, no, quien te celebra,

Sino las misma obras inmortales

De Patiño, Roldán, García, Viana,

De Guerrero, Victoria, Ruiz, Morales,

De Líteres, San-Juan, Durón y Nebra.
Tomás de Iriarte, La Música (1779)

Fue autor de Turba de la pasión de la Dominica in Psalmis, publicada en Madrid en 1702. También se encuentran obras suyas en Montserrat, las catedrales de Valladolid y Barcelona, Catedral de Burgos, Múnich, etc.

## Publicaciones
- Ruiz, Matias (1999). «Barquerillo Nuevo». Tíreme Flechas Amor: Musica Barroca De La Catedral De Valladolid. Opera Tres. Consultado el 25 de junio de 2022.